# Valiato de Mosul
El valiato de Mosul (en turco otomano: ولايت موصل‎, romanizado: Vilâyet-i Musul) fue una división administrativa de primer nivel (valiato) del Imperio otomano. Fue creado a partir de los sanjacados del norte del valiato de Bagdad en 1878. 
A principios del siglo XX, según se informa, tenía un área de 29 220 millas cuadradas (75 679,8 km²)    , mientras que los resultados preliminares del primer censo otomano de 1885 (publicado en 1908) arrojaron una población de 300 280. La precisión de las cifras de población varía de "aproximada" a "meramente conjetura" según la región de la que se obtuvieron. 
La ciudad de Mosul y el área al sur del Pequeño Zab se asignaron a Francia en el Acuerdo Sykes-Picot de la Primera Guerra Mundial de 1916, y luego se transfirieron al Mandato de Irak después del Acuerdo Clemenceau-Lloyd George de 1918 en el que Francia cedió sus derechos al zona. 

## Divisiones administrativas
Sanjacados del valiato:
1. Sanjacado de Mosul (Mosul)
2. Sanjacado de Kerkük (Kirkuk, Sehr-i-Zor)
3. Sanjacado de Solimania (Solimania)